# Tommy Naurin
Tommy Naurin, né le 17 mai 1984, est un footballeur suédois. Il évolue au poste de gardien de but avec le club du GIF Sundsvall.

## Biographie
Tommy Naurin joue plus de 100 matchs en Allsvenskan. 

## Palmarès
- Vice-champion de Suède de D2 en 2011 et 2014 avec le GIF Sundsvall